# Discografia de Tangerine Dream
A discografia do Tangerine Dream.

## Álbuns de estúdio
| Anos "Pink" - 1970 - Electronic Meditation - 1971 - Alpha Centauri - 1972 - Zeit - 1973 - Atem Anos "Virgin" - 1974 - Phaedra - 1975 - Rubycon - 1976 - Stratosfear - 1977 - Sorcere - 1978 - Cyclone - 1979 - Force Majeure - 1980 - Tangram - 1981 - Exit - 1981 - Thief - 1982 - White Eagle - 1983 - Hyperborea Anos Blue - 1984 - Polônia - 1985 - Le Parc - 1983 - Green Desert - 1986 - Underwater Sunlight - 1987 - Tyger - 1988 - Livemiles Anos Melrose - 1988 - Optical Race - 1989 - Lily on the Beach - 1989 - Miracle Mile (trilha sonora) - 1990 - Melrose Anos Seattle - 1992 - Rockoon - 1992 - Quinoa - 1994 - Turn of the Tides - 1995 - Tyranny of Beauty Anos Millennium ou TDI - 1996 - Goblins Club | - 1997 - Ambient Monkeys - 1999 - Mars Polaris - 1999 - Canyon Dreams (trilha sonora) - 2000 - The Seven Letters From Tibet - 2005 - Jeanne D'Arc Anos Eastgate - 2005 - Phaedra (Remix) - 2006 - Blue Dawn - 2006 - Autumn in Hiroshima - 2006 - Summer in Nagasaki - 2006 - Springtime in Nagasaki - 2007 - Madcap's Flaming Duty - 2007 - Sleeping Watches Snoring In Silence - 2007 - One Night in Space - 2007 - One Times One - 2007 - Bells of Accra - 2007 - Tangines Scales - 2008 - The Epsilon Journey - 2008 - Fallen Angels - 2008 - Das Romantische Opfer - 2008 - Purple Diluvial - 2008 - Views from a Red Train - 2008 - Tangram 2008 - 2008 - Choice - 2008 - Das Romantische Opfer (Live at Loreley) - 2008 - Autumn in Hiroshima - 2009 - Flame - 2010 - Zeitgeist - 2010 - DMV - 2011 - The Island of the Fay - 2011 - Mona da Vinci - 2011 - The Gate of Saturn (Live at The Manchester Lowry) |

| - 1980 70-80 (apenas em LP, disco de vinil) - 1985 Dream Sequence - 1987 The Collection - 1991 From Dawn 'til Dusk 1973-1988 - 1992 Dream Music - The Movie Music of Tangerine Dream (coletânea de trilhas sonoras produzidas pelo grupo) - 1992 The Private Music of Tangerine Dream - 1994 Rätikon - 1994 Sampler - 1994 Tangents 1973-1983 - 1995 Book of Dreams - 1995 The Dream Mixes - 1996 The Dream Roots Collection - 1998 Atlantic Bridges - 1998 Atlantic Walls - 1998 The Best of Tangerine Dream: The Pink Years - 1998 The Hollywood Years Vol. 1 (compilação de trilhas sonoras) - 1998 The Hollywood Years Vol. 2(compilação de trilhas sonoras) - 1999 Tangerine Dream 1974 - 83 - 2000 I-Box - 2000 Tang-Go: The Best of Tangerine Dream - 2000 Antique Dreams - 2004 Tangerine Dream: An Introduction To... - 2004 Tangerine Tree, Volume 51: On Air - 2006 Nebulous Dawn: The Early Years - 2007 Ocean Waves Collection - 2008 The Electronic Magic of Tangerine Dream - The Anthology | - 1975 - Ricochet - 1977 - Encore - 1980 - Quichotte - 1982 - Logos - Live at the Dominium - 1984 - Poland - The Warsaw Concert - 1985 - Pergamon Live - 1988 - Live Miles - 1993 - 220 Volt Live - 2006 - Tempodrome Live Concert - 2007 - Orange Odyssey - The Eberswalde Concert - 2007 - London Astoria Club Concert - 2008 - Loreley - Live Open Air (Germany) - 2007 - Bells of Accra - 2007 - Sleeping Watches Snoring in Silence - 2007 - One Night in Space |